# Franziska Huth
Franziska Huth es la vocalista del grupo alemán de metal sinfónico Eyes of Eden. Fue elegida por Waldemar Sorychta, para reemplazar a Sandra Schleret, que no pudo terminar de grabar sus primeras canciones para su álbum debut con la banda debido a problemas de salud.

## Discografía con Eyes of Eden
- Faith (2007)